# Air Anka
Air Anka ist eine türkische Fluggesellschaft, die 2021 gegründet wurde. Sie hat ihren Sitz in İzmir. Zunächst nahm sie ihren Betrieb Mitte 2022 als Frachtfluggesellschaft auf. Anfang 2023 stellte sie auf Passagierflüge um.

## Geschichte
Air Anka wurde 2021 gegründet. Im Jahr 2022 deuteten erste Pläne darauf hin, dass sie als Frachtfluggesellschaft operieren würde. Im März 2022 begann das Unternehmen mit der Rekrutierung von Flugpersonal.
Im August 2022 erhielt Air Anka das Luftverkehrsbetreiberzeugnis von der türkischen Generaldirektion für Zivilluftfahrt. Zu diesem Zeitpunkt waren zwei ihrer Flugzeuge am Flughafen Atatürk abgestellt.
Am 15. August 2022 wurde ein Testflug von Istanbul nach Ankara durchgeführt.
Im Januar 2023 erhielt die Fluggesellschaft auch die Genehmigung für den Passagierbetrieb. Noch im selben Monat trat Air Anka als Sponsor von Survivor Türkiye auf und führte ihren ersten kommerziellen Passagierflug durch, bei dem Teilnehmer der Sendung in die Dominikanische Republik geflogen wurden.
Das Unternehmen wurde im Oktober 2023 an Odin Aviation verkauft.

## Flotte
Stand Juli 2025 besitzt Air Anka 3 Flugzeuge.
| Kennung | Modell   | Alter      |
| ------- | -------- | ---------- |
| TC-NYA  | A330-343 | 22,8 Jahre |
| TC-NYB  | A330-243 | 21,1 Jahre |
| TC-NYP  | A330-243 | 15,5 Jahre |